# Гриненко, Александр Яковлевич
Александр Яковлевич Гриненко (10 июня 1944, Киселёвск, Кемеровская область — 23 февраля 2019) — советский и российский нарколог, академик Российской академии наук (2013).

## Биография
Родился 10 июня 1944 года в Кемеровской области.
Окончил Целиноградский мединститут, получив специальность психиатра, а впоследствии нарколога.
Работал санитаром на «скорой», врачом, заместителем главного врача, а затем главврачом Дружносельской психиатрической больницы и областной наркологической больницы.
В 1976 году защитил кандидатскую диссертацию, в 1992 году — докторскую диссертацию, профессор.
Председатель Комитета по здравоохранению Ленинградской области с 1987 по 2007 годы.
В 1999 году избран членом-корреспондентом РАМН.
В 2005 году избран академиком РАМН.
В 2013 году стал академиком Российской академии наук (в рамках присоединения РАМН и РАСХН к РАН).
Главный научный сотрудник Института фармакологии имени А. В. Вальдмана Первого Санкт-Петербургского государственного медицинского университетп имени академика И. П. Павлова.
Ушел из жизни 23 февраля 2019 года.

## Научная деятельность
Автор более 90 научных работ, 15 из них издано за рубежом.
Заместитель главного редактора журнала «ВИЧ-инфекция и иммуносупрессии».

## Награды
- Орден «За заслуги перед Отечеством» IV степени (2005)[6]
- Заслуженный врач Российской Федерации